# Andrew Schacht
Andrew Schacht (Adelaida, 22 de mayo de 1973) es un deportista australiano que compitió en voleibol, en la modalidad de playa. Ganó una medalla de bronce en el Campeonato Mundial de Vóley Playa de 2007.

## Palmarés internacional
| Campeonato Mundial | Campeonato Mundial | Campeonato Mundial | Campeonato Mundial |
| Año                | Lugar              | Medalla            | Pareja             |
| ------------------ | ------------------ | ------------------ | ------------------ |
| 2007               | Gstaad (Suiza)     | Medalla de bronce  | Joshua Slack       |